# 1474
1474 (MCDLXXIV) var ett normalår som började en lördag i den julianska kalendern.

## Händelser

### Januari
- 1 januari – Ano Bom upptäcks.[1]

### Okänt datum
- Svensk besättning inläggs på Revals fästning.
- De svenska skomakarnas skråordning utfärdas.

## Födda
- 21 mars – Angela Merici, italienskt helgon.
- 18 maj – Isabella d'Este, italiensk regent.
- 8 september – Ludovico Ariosto, italiensk poet.
- Anacaona, haitisk drottning och poet.

## Avlidna
- 12 december – Henrik IV av Kastilien, monark av Kastilien.
- Gedun Drub, den första Dalai lama.
- Isotta degli Atti, italiensk regent.

### Fotnoter
1. ↑  World Statesmen (läst 3 april 2011)